# 水無神社 (木曽町)
水無神社（すいむじんじゃ）は長野県木曽郡木曽町伊谷に鎮座する神社。旧社格は県社。

## 祭神
高照姫命(タカテルヒメ)

## 歴史
飛騨一宮水無神社の分社である。
延文2年(1357年)10月23日、藤原家有(越後守)の奉行人の原野弾正(藤原有重)が大願主となって開基されたという棟札がある。
至徳2年（1385年）、藤原家信(伊予守)による御寶殿再興の棟札がある。
慶長17年(1612年)、山村七郎右衛門安勝による御寶殿再興の棟札がある。
明暦4年(1658年)、山村良豐による御寶殿再興の棟札がある。
寛政4年(1792年)、山村良濟による御寶殿の修繕上屋の新築等があったことを記した棟札がある。
明治4年（1871年）、現在の社殿を再建されたものであるが、室町時代の社殿の蟇股が残っている。
社叢は、500年から800年を経たスギ、サワラ、ヒノキ、コウヤマキなどの老大木に覆われ、その由緒の古さを物語っている。

## 文化財
- 鎌倉時代の「国恒」銘の太刀（長野県宝）
- 室町時代にかけての「御正体（懸け仏）」三十六面など、

その他、多数の文化財がある。

## 祭事
- 祈年祭（4月27日）
- 渡御祭（7月22日・23日）
- 新穀感謝祭（11月23日）

## みこしまくり
7月22日から23日にかけて行われる「みこしまくり」は一般に奇祭として知られる。神輿は毎年新調され、宗助、幸助と呼ばれる祭祀者2名により、ご神体が移される。まず福島の町の西半分を巡行し、御旅所で一夜を明かし、翌日は町の東半分を巡行し、その日の夜に「宗助、幸助」の激しい掛け声とともに神輿を路上に放り落して何度も転がす。神輿が神社に戻るのは更に翌朝となる。
由来については「木曽から飛騨へ杣の出稼ぎに出ていた宗助と幸助という二人の若者が、水無神社の分霊を神輿に載せて木曽に帰る途中、重さに耐えきれず困惑していたところ、祭神のお告げを得て、神輿を転がして運んだことによる」という伝承があるが、生駒勘七によれば、江戸時代初期の社号を「水無天王」と称した記録があることから、天王信仰の暴れ神輿に由来するものとする説がある。